# Devin Booker
Devin Armani Booker (* 30. Oktober 1996 in Grand Rapids, Michigan) ist ein US-amerikanischer Basketballspieler, der seit 2015 bei den Phoenix Suns in der NBA unter Vertrag steht. Bei einer Größe von 1,98 Metern kommt er als Shooting Guard zum Einsatz. Booker ist dreimaliger NBA All-Star und erreichte 2021 mit den Suns die NBA Finals.

## Karriere

### College
2014 nahm er am McDonald’s All-American teil, dem jährlich ausgetragenen Spiel der besten Highschoolbasketballer des Landes. Er spielte in seiner Collegekarriere für die Kentucky Wildcats unter Trainer John Calipari. Bereits nach einem Collegejahr meldete er sich zum NBA-Draft an und war der jüngste Teilnehmer des Drafts 2015.

### NBA
Booker wurde beim NBA-Draft 2015 als 13. Pick von den Phoenix Suns ausgewählt. Er spielte zunächst recht wenig und kam von der Bank. Nach den schweren Verletzungen der Suns-Guards Brandon Knight und Eric Bledsoe wurde Booker in die Startaufstellung befördert, wo er sich schnell zu einem guten Schützen entwickelte. Er nahm an der NBA All-Star Weekend Rookie Challenge teil, wo er 23 Punkte erzielte. Zudem war er der jüngste Teilnehmer, der je am NBA All-Star Weekend Three-Point Shootout teilnahm. Bereits im November 2016 erzielte er in einem Spiel bei den Los Angeles Lakers 39 Punkte, ebenso wie im Januar 2017 gegen die San Antonio Spurs. Im März 2017 erzielte er innerhalb von zwei Tagen gegen die New York Knicks 32 Punkte und 35 Punkte gegen die Denver Nuggets. Seine Rookiesaison schloss Booker mit 13,8 Punkten im Schnitt ab. Bei der anschließenden Wahl zum Rookie of the Year belegte er den vierten Platz und wurde zudem in das NBA All-Rookie First Team berufen. In der Saison 2016/17 gelang Booker der Punkterekord in einem Spiel mit 70 Punkten, die er am 24. März 2017 bei den Boston Celtics erreichte. Er wurde damit mit 20 Jahren der jüngste NBA-Spieler, der jemals die 60-Punkte-Marke in einem einzelnen Spiel überschritt, und erzielte den zehnthöchsten Score in einem Spiel überhaupt in der Geschichte der NBA, sowie die meisten Punkte, die je einem Sunsspieler gelangen. Booker führte die Suns auch am Ende der Saison mit 22,1 Punkten pro Spiel als Topscorer an. Die Playoffs wurden jedoch deutlich verpasst. In der darauffolgenden Saison steigerte er seinen Schnitt auf 24,9 Punkte pro Spiel, jedoch verpasste er viele Spiele aufgrund vieler kleineren Verletzungen. Beim NBA All-Star Weekend 2018 gewann Booker den Dreipunkt-Wettbewerb.
In der Off-Season 2018 unterschrieb Booker einen Max-Deal mit den Phoenix Suns, welcher ihm, in einer Laufzeit von fünf Jahren, 158 Millionen Dollar garantiert. Sowohl 2019 wie auch 2020 konnten sich die Suns nicht für die Playoffs qualifizieren, jedoch wurde Booker 2020 Booker erstmals zum NBA All-Star-Game eingeladen. Die gleiche Ehre wurde ihm 2021, als Nachrücker für den verletzten Anthony Davis, erneut zuteil.
Am 3. Juni 2021, in Spiel 6 der ersten Runde der NBA-Playoffs 2021, erzielte Booker 47 Punkte und 11 Rebounds (beides Saisonbestwerte) und führte die Suns damit zu einem 113:100-Sieg gegen die Los Angeles Lakers. Im Conference-Finale gewannen die Suns 4:2 gegen die Los Angeles Clippers und zogen in die NBA Finals ein. Dort unterlagen sie 2:4 gegen die Milwaukee Bucks.
Die reguläre Saison 2021/22 konnte Booker mit den Suns als beste Mannschaft abschließen (64 Siege bei nur 18 Niederlagen). Hierbei konnte er am 24. März 2022 im 140:130-Spiel gegen die Denver Nuggets mit 49 Punkten uns 10 Assists einen Saisonrekord verbuchen. In den folgenden Play-offs schied Booker mit den Suns in der zweiten Runde gegen die Dallas Mavericks mit 3:4 aus.
In der Saison 2022/23 musste Booker wegen einer Leistenzerrung 21 Spiele pausieren. In den Play-offs konnte Booker zweimal eine Play-off-Karrierebestmarke von 47 Punkten erzielen (am 25. April 2023 gegen die Los Angeles Clippers und am 5. Mai 2023 gegen die Denver Nuggets). Trotz dieser herausragenden Leistung und einem mit Superstar Kevin Durant verstärkten Team unterlagen die Suns in der zweiten Play-off-Runde mit 2:4 gegen die Denver Nuggets.
Mit der Ernennung zum Auswahlspieler hat sich Booker für eine Super-max extension seines Vertrages ab der Saison 2024/25 qualifiziert mit einem momentanen Wert von 35 % der Gehaltskappung.

## Persönliches Leben
Booker ist von puerto-ricanischer Abstammung mütterlicherseits. Aus diesem Grund ist er berechtigt, für die puerto-ricanische Nationalmannschaft zu spielen. Bookers Großvater ist aus Mexiko.

## Sonstiges
Sein Vater Melvin Booker spielte zwischen 1994 und 1997 ebenfalls in der CBA und NBA. Nachdem er sich in der NBA nicht durchsetzen konnte, setzte er seine Karriere in Italien, Russland und der Türkei fort.

## Erfolge und Auszeichnungen
- All-NBA First Team: 2022
- 4× NBA All-Star: 2020–2022, 2024
- NBA Three Point Shootout Champion 2018
- NBA All-Rookie First Team 2016
- Western Conference Player of the Month: Februar 2021, November 2022

## NBA-Statistiken

### Regular Season
| Saison  | Team    | GP  | GS  | MPG  | FG % | 3P % | FT % | RPG | APG | SPG | BPG | PPG  |
| ------- | ------- | --- | --- | ---- | ---- | ---- | ---- | --- | --- | --- | --- | ---- |
| 2015–16 | Phoenix | 76  | 51  | 27.7 | .423 | .343 | .840 | 2.5 | 2.6 | 0.6 | 0.3 | 13.8 |
| 2016–17 | Phoenix | 78  | 78  | 35.0 | .423 | .363 | .832 | 3.2 | 3.4 | 0.9 | 0.3 | 22.1 |
| 2017–18 | Phoenix | 54  | 54  | 34.5 | .432 | .383 | .878 | 4.5 | 4.7 | 0.9 | 0.3 | 24.9 |
| 2018–19 | Phoenix | 64  | 64  | 35.0 | .467 | .326 | .866 | 4.1 | 6.8 | 0.9 | 0.2 | 26.6 |
| 2019–20 | Phoenix | 70  | 70  | 35.9 | .489 | .354 | .919 | 4.2 | 6.5 | 0.7 | 0.3 | 26.6 |
| 2020–21 | Phoenix | 67  | 67  | 33.9 | .484 | .340 | .867 | 4.2 | 4.3 | 0.8 | 0.2 | 25.6 |
| 2021–22 | Phoenix | 68  | 68  | 34.5 | .466 | .383 | .868 | 5.0 | 4.8 | 1.1 | 0.4 | 26.8 |
| 2022–23 | Phoenix | 53  | 53  | 34.6 | .494 | .351 | .855 | 4.5 | 5.5 | 1.0 | 0.3 | 27.8 |
| 2023–24 | Phoenix | 68  | 68  | 36.0 | .492 | .364 | .886 | 4.5 | 6.9 | 0.9 | 0.4 | 27.1 |
| Gesamt  | Gesamt  | 598 | 573 | 34.0 | .464 | .357 | .870 | 4.0 | 5.0 | 0.9 | 0.3 | 24.3 |

### Play-offs
| Saison  | Team    | GP | GS | MPG  | FG % | 3P % | FT % | RPG | APG | SPG | BPG | PPG  |
| ------- | ------- | -- | -- | ---- | ---- | ---- | ---- | --- | --- | --- | --- | ---- |
| 2020–21 | Phoenix | 22 | 22 | 40.4 | .447 | .321 | .905 | 5.6 | 4.5 | 0.8 | 0.2 | 27.3 |
| 2021–22 | Phoenix | 10 | 10 | 36.6 | .451 | .431 | .887 | 4.8 | 4.4 | 0.5 | 0.4 | 23.3 |
| 2022–23 | Phoenix | 11 | 11 | 41.7 | .585 | .508 | .866 | 4.8 | 7.2 | 1.7 | 0.8 | 33.7 |
| 2023–24 | Phoenix | 4  | 4  | 41.5 | .492 | .350 | .951 | 3.3 | 6.0 | 1.8 | 0.3 | 27.5 |
| Gesamt  | Gesamt  | 47 | 47 | 40.0 | .486 | .389 | .899 | 5.1 | 5.3 | 1.0 | 0.4 | 28.0 |